# Avia BH-2
O Avia BH-2 foi um avião desportivo construído na Checoslováquia em 1921. Inicialmente pretendia-se motorizá-lo com um motor de moto da Indian, o que provou não ser adequado, sendo então um motor Bristol Cherub instalado em seu lugar. Não é certo até os dias de hoje se a aeronave chegou a voar em qualquer uma destas configurações.